# End of the Century
End of the Century é o quinto álbum de estúdio dos Ramones, lançado a 4 de fevereiro de 1980.
Gravado em meados de 1979 com um dos grandes produtores da música pop e até então ídolo de Joey Ramone, Phil Spector, que produziu diversos álbuns de sucesso, incluindo Let It Be dos Beatles. Neste trabalho com os Ramones, Phil acreditava muito em especial no vocal do Joey Ramone, e prometeu fazer do álbum um marco no pop rock. Porém ele esqueceu que além de Joey, a banda possuía 3 integrantes que faziam valer todos os dizeres do punk rock (rebeldia, atitude e...). A gravação foi muito conturbada, com os Ramones se recusando em gravar diversas vezes uma mesma parte da música, o confinamento na casa de Phil, entre outras coisas. Phil chegou a ameaçar os integrantes com uma arma, segundo relatos do Dee Dee Ramone.
Confusões a parte, este é o álbum dos pais do Punk Rock com maior visibilidade POP, ficando evidente em diversas canções, como a balada "Danny Says", o punk rock orquestrado "Do you remember rock and roll radio" e a cover de Phill "Baby I love you".
Suas vendagens foram baixas, seguindo até uma regra dos álbuns dos Ramones. A tentativa de Phil de moldar a banda com melodias bonitas e até na capa colocá-los com cara e roupas de meninos comportados não deram certo.

## Faixas
1. "Do You Remember Rock and Roll Radio" (Joey Ramone) – 3:50
2. "I'm Affected" (Joey Ramone) – 2:51
3. "Danny Says" (Joey Ramone) – 3:06
4. "Chinese Rock" (Dee Dee Ramone, Richard Hell) – 2:28
5. "The Return of Jackie and Judy" (Ramones) – 3:12
6. "Let's Go" (Dee Dee Ramone, Johnny Ramone) – 2:31
7. "Baby, I Love You" (Phil Spector, Jeff Barry, Ellie Greenwich) – 3:47
8. "I Can't Make It on Time" (Ramones) – 2:32
9. "This Ain't Havana" (Dee Dee Ramone) – 2:18
10. "Rock and Roll High School" (Joey Ramone) – 2:38
11. "All the Way" (Ramones) – 2:29
12. "High Risk Insurance" (Ramones) – 2:08

Faixas bônus
1. "I Want You Around" (versão trilha-sonora) – 3:05
2. "Danny Says" (demo) – 2:19
3. "I'm Affected" (demo) – 2:47
4. "Please Don't Leave" (demo) – 2:22
5. "All the Way" (demo) – 2:31
6. "Do You Remember Rock and Roll Radio" (demo) – 3:43
7. "End of the Century Radio Promo" (faixa escondida) – 0:59

## Créditos
Ramones
- Joey Ramone – vocal líder
- Johnny Ramone – guitarra
- Dee Dee Ramone – baixo, vocal de apoio
- Marky Ramone – bateria

Músicos adicionais
- Steve Douglas – saxofone
- Barry Goldberg – piano, órgão

## Posição nas paradas musicais
| Parada (1980)                           | Melhor posição |
| --------------------------------------- | -------------- |
| Austrália (Kent Music Report)           | 53             |
| 41                                      |                |
| Países Baixos (Dutch Charts)            | 27             |
| Finlândia (The Official Finnish Charts) | 14             |
| Itália (Musica e Dischi)                | 21             |
| Nova Zelândia (RMNZ)                    | 48             |
| Noruega (VG-lista)                      | 36             |
| Suécia (Sverigetopplistan)              | 10             |
| Reino Unido (Official Albums Chart)     | 14             |
| Estados Unidos (Billboard 200)          | 44             |

## Certificações
| Região                                              | Certificação | Vendas  |
| --------------------------------------------------- | ------------ | ------- |
| Argentina (CAPIF)                                   | Ouro         | 30 000^ |
| ^números de vendas baseados somente na certificação |              |         |